# Jersultan Mirbekow
Jersultan Mirbekow (kirgisisch Ерсултан Мирбеков, auch Ersultan Mirbek Uulu; * 24. Juli 2003) ist ein kirgisischer Eishockeyspieler, der bei Ala-Too Dordoi in der kirgisischen Eishockeyliga spielt.

## Karriere
Jersultan Mirbekow begann seine Karriere bei Ala-Too Dordoi aus der Stadt Naryn in der kirgisischen Eishockeyliga, wo er bis heute spielt. 2020 war er Topscorer der kirgisischen Liga und wurde mit Dordoi auch Kirgisischer Meister.

### International
Im Juniorenbereich spielte Mirbekow beim IIHF U20 Challenge Cup of Asia 2018 und 2019, wo er jeweils mit seinem Team die Silbermedaille gewann. Zudem nahm er 2022 und 2023, als er zum besten Spieler seiner Mannschaft gewählt wurde, an der U20-Weltmeisterschaft der Division III teil und fungierte bei beiden Turnieren als Kapitän seiner Mannschaft. Mit 23 Punkten in 15 Länderspielen ist er der erfolgreichste Scorer der kirgisischen Juniorennationalmannschaft.
Im Erwachsenenbereich nahm Mirbekow für Kirgisistan an der Weltmeisterschaft der Division IV 2022 und den Weltmeisterschaften der Division III 2023 und 2024 teil. Zudem vertrat er seine Farben bei der Olympiaqualifikation für die Winterspiele in Peking 2022 und den Winter-Asienspielen 2025.

## Erfolge und Auszeichnungen
| - 2018 Silbermedaille beim IIHF U20 Challenge Cup of Asia - 2019 Silbermedaille beim IIHF U20 Challenge Cup of Asia - 2020 Kirgisischer Meister mit Ala-Too Dordoi | - 2020 Topscorer der kirgisischen Eishockeyliga - 2022 Aufstieg in die Division III, Gruppe B, bei der Weltmeisterschaft der Division IV - 2023 Aufstieg in die Division III, Gruppe A, bei der Weltmeisterschaft der Division III, Gruppe B |